# Massimo Santoro Tubito
Massimo Santoro Tubito (Altamura, dicembre 1660 – ...) è stato un presbitero e scrittore italiano. Anche noto col suo nome latino Maximus Xanthorus Tubitus, è noto soprattutto per le sue opere Divinum Theatrum (1702) e De Antichristo (1712), entrambe scritte in latino e dal contenuto storico-religioso.
Le opere sono anche note per la presenza dell'appellativo Altiliensis, seu Altamuranus che significa "altiliense, ossia altamurano", in riferimento alle leggende, nella sua epoca molto diffuse ad Altamura, su Altilia, il presunto precedente nome della città di Altamura.

## Biografia
Massimo Santoro Tubito nacque ad Altamura nel dicembre 1660. Suo padre si chiamava Angelo Tubito, mentre sua madre si chiamava Angela Perillo. Suo fratello era Michele Tubito, un protonotario apostolico. Non si conoscono la data e il luogo di morte, anche se è noto che apparteneva all'"Accademia degli Spensierati".

## Nei media
- Cesare Orlandi (1734-1779) cita l'autore nel primo tomo della sua opera.[6]
- Massimo Santoro Tubito e la sua opera De Antichristo vengono citati nel libro Roma kaputt mundi (2012) di Carlo Animato.[7]

## Curiosità
- Nella sua città natale Altamura gli è stato intitolato un claustro ("claustro Massimo Santoro Tubito").

## Opere
- (LA) Massimo Santoro Tubito, Divinum Theatrum, Napoli, Domenico Antonio Parrino, 1702.
- (LA) Massimo Santoro Tubito, Curiosissimus de Antichristo Liber, Napoli, Domenico Roselli, 1712.